# Pelusios marani
Espèce
Pelusios marani est une espèce de tortue de la famille des Pelomedusidae.

## Répartition
Cette espèce se rencontre au Gabon et en République du Congo.

## Étymologie
Cette espèce est nommée en l'honneur de Jérôme Maran.

## Publication originale
- Bour, 2000 : Une nouvelle espèce de pelusios du Gabon (Reptilia, Chelonii, Pelomedusidae). Manouria, vol. 3, no 8, p. 1-32.